# Боярская (Карелия)
Боя́рская — населённый пункт в составе Амбарнского сельского поселения Лоухского района Республики Карелия.
В посёлке находится железнодорожная станция Боярская Октябрьской железной дороги.

## Общие сведения
Населённый пункт расположен на 984 км перегона Беломорск — Чупа на северо-восточном берегу озера Боярского.

## Население
| 2002 | 2009 | 2010 | 2013 |
| ---- | ---- | ---- | ---- |
| 59   | ↘35  | ↗36  | ↘34  |